# Collendoorn
Collendoorn (Nedersaksisch: Kol(n)dern) is een buurtschap in de gemeente Hardenberg in het noorden van de Nederlandse provincie Overijssel.

## Ligging
Collendoorn ligt enkele kilometers ten noorden van de stadskern Hardenberg en telt 370 inwoners.
Ten oosten van Collendoorn ligt de Overijsselse Vecht. De buurtschap is gelegen in een landelijke omgeving. Door de uitbreiding ten noorden van de stad Hardenberg met de nieuwbouwwijk de Marslanden komt de buurtschap minder afgelegen te liggen.

## Geschiedenis
In Collendoorn heeft de havezate Huis Collendoorn gestaan waarin de familie Blanckvoort woonde. Deze werd in 1507 voor het eerst genoemd. Willem Blanckvoort en zijn vrouw Aleida Geertruid van Hemert vestigden zich er vlakbij, in Heemserveen, waar zij een ander landhuis stichtten: Blankenhemert.
In het midden van de 20e eeuw werd in Collendoorn een rijkswerkkamp in de buurtschap geopend. Dit kamp, genaamd kamp Molengoot, werd later gebruikt als kamp waar Joden arbeid moesten verrichten in het kader van de Rijksdienst voor de Werkverruiming. Van hieruit schreef de Jood Philip Slier circa 83 brieven naar zijn ouders in Amsterdam. Later zijn in dit kamp nog mensen en gezinnen met omgangsproblemen ondergebracht.

## Vermaak
In Collendoorn ligt ook het "PonyparkCity" aan de Doozemanssteeg.